# Афтиталіт

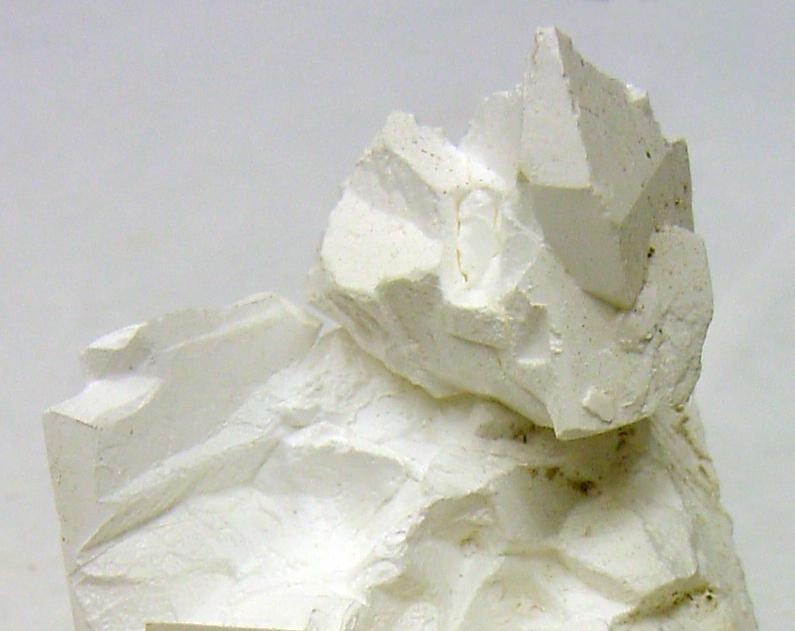

Афтиталіт (попередня назва — Глазерит) — мінерал, сульфат калію і натрію.

## Загальний опис
Хімічний склад:
1. За Є.Лазаренко: K3Na[SO4]2;
2. За К. Фреєм: (K, Na)3Na (SO4)2. Сингонія тригональна. Дитригонально-скаленоедричний вид. Кристали від тонко- до товстотаблитчастих з різко вираженим тригональним обрисом. Утворює також спотворені ромбічні форми, листуваті агрегати, кірочки. Густина 2,63-2,66. Твердість 2,5-3,5. Колір білий, інколи синюватий або зеленуватий. Блиск скляний. Крихкий. Зустрічається в соляних відкладах, а також як продукт вулканічної ексгаляції в лавах Везувію. Рідкісний.
- Твердий розчин високотемпературних форм сульфатів натрію і калію.

## Різновиди
Розрізняють: 
- ґлазерит амоніїстий (відміна ґлазериту, яка містить до 7 % (NH4)2О);
- ґлазерит мідний (відміна ґлазериту, яка містить до 2 % CuO).